# Wilhelm Salzenhusen
Wilhelm Salzenhusen, mutmaßlich identisch mit Wilhelm Sassenhusen (geboren vor 1492; gestorben nach 1501) war ein deutscher Goldschmied.

## Leben
Der im 15. Jahrhundert geborene Salzenhusen ist „wohl identisch mit Wilhelm Sassenhusen, der laut dem Kunsthistoriker Wilhelm Mithoff und dem Nekrolog des S. Godehard-Klosters den Schrein der 11000 Jungfrauen“ angefertigt – „perfecit“ – hat.
Laut amtlichen Kunstdenkmalverzeichnis war Salzenhusen im Jahr „einer der vier Olderlude to sunte Andreae.“ Er arbeitete zudem gemeinsam mit dem Baumeister Hans Molderam an einem Projekt für den Kirchturm der Hildesheimer Andreaskirche.

## Sonstige Werke
- 1492: Krümme des Bernwardsstabs mit der Inschrift „Anno 1492 WILHELMVS SALTJENHVSEN aurifaber reformavit baculum sancti Barwardi ...“; Hildesheimer Domschatz;[1] UNESCO-Welterbe[2]
- Siegel für den Hildesheimer Dom[1]